# L'Odyssée de Lao Ts'an
L'Odyssée de Lao Ts'an (chinois 老殘遊記 ; chinois simplifié : 老残游记 ； pinyin : lǎo cán yóu jì) est un roman de Liu E largement inspiré de la vie de l'auteur. Le narrateur, à l'occasion d'un voyage à travers la Chine, brosse un portrait de la société de la fin du XIXe siècle.

## Traduction
- Lieou Ngo, L'Odyssée de Lao Ts'an, trad. Chen Tcheng, Gallimard/Unesco, « Connaissance de l'Orient », 1964 ; trad. rééditée sous le titre Pérégrinations d'un clochard, Gallimard, 2005.